# Der tote Christus, von zwei Engeln gestützt
Giovanni Bellinis Tafelbild mit dem toten Christus, von zwei Engeln gestützt entstand zwischen 1470 und 1475, vermutlich in Venetien. Es befindet sich heute in der Sammlung der Gemäldegalerie der Staatlichen Museen zu Berlin – Preußischer Kulturbesitz.

## Material, Technik, Erhaltungszustand
Bei dem Gemälde handelt es sich um eine grundierte, 82,9 × 66,9 cm große Tafel aus verleimten Pappelholzbrettern mit Tempera-Malerei. Die Malschicht ist insgesamt gut erhalten.

## Beschreibung
Das hochformatige Gemälde zeigt im Zentrum den aufrecht, aber in erschlaffter Haltung sitzenden toten Jesus Christus als Dreiviertelfigur; seine Augen sind geschlossen, die Gesichtszüge sanft. Getrennt durch ein zinnoberrotes Leichentuch stehen hinter ihm zwei Engel, die den Toten dem Betrachter präsentieren. Christus ist bis auf das Lendentuch, das seinen Schoß bedeckt, nackt; die geflügelten Engel tragen dunkle Hemden mit verzierten Nähten. Hinter der Gruppe ist ein Stück blauer Himmel zu erkennen.
Der linke Unterarm Jesu liegt fast im rechten Winkel auf einem weißen Lendentuch. Der rechte Oberarm von der Schulter bis zum Armknick führt die Linie des Grabtuchs weiter. Der Arm wird kurz vor dem Handgelenk von dem rechten Engel gehalten. Diese Art der Armhaltung stellt eine stilistische Eigenart der venezianischen Malerei der zweiten Hälfte des 15. Jahrhunderts dar und ist speziell mit dem angehobenen Unterarm auf eine Skizze von Giovanni Bellinis Vater, Jacopo, zurückzuführen.
Die Komposition der drei Figuren bildet weiter eine offene Symmetrie. Gemeinsam nehmen sie, abgesehen von dem Leichentuch, weitgehend die gesamte Bildfläche ein. Lediglich über den Köpfen und Flügeln der Engel ist ein mittelblauer Himmelsstreifen zu sehen. Die Darstellung der Engel erinnert an die Erscheinung venezianischer Adelskinder dieser Zeit. Dabei wird das Gesicht des linken Engels, der mit halb geöffnetem Mund ganz nahe an Jesu Ohr zu sein scheint, von einem braunen Lockenkranz umsäumt. Der rechte Engel mit glatten, rotbraun schimmernden Haaren, schaut nachdenklich besorgt rechts hoch in den Himmel.
Jesu blutige Wunden der Passion an den Händen und der Schnitt unter der linken Brust sind farblich deutlich sichtbar und blutverschmiert dargestellt. Generell weist das Gemälde eine hohe Farbigkeit auf und lässt deutlich einen Hell-Dunkel-Kontrast erkennen, ausgehend von dem weißen Lendentuch auf Christi Schoß über die Gewänder der Engel bis hin zum Blau des Himmels. Die anatomischen Details und plastische Modellierung in der Darstellung des Torsos Christi entspringen einer feinen Pinselführung und verleihen ihm den charakteristischen Effekt einer antiken Skulptur.

## Ikonographie
Die außergewöhnliche anatomische Darstellung des nackten Oberkörpers Christi nach seinem Tod, hat ihren Ursprung in Byzanz, dem ehemals oströmischen Reichs, und erfreute sich in Italien und besonders im Raum Venetien ab etwa dem 13. bis in die Mitte des 15. Jahrhunderts großer Beliebtheit.
Die Art der Darstellung sollte die Meditation und Empathie über die todbringenden Leiden Christus fördern und wurde manchmal auch als Imago pietatis, was so viel wie Bild des Mitleids bedeutet, bezeichnet. Diese Form von Andachtsbildern zählen zu den sehr häufigen und erfolgreichen Sujets dieser Zeit und sind unter privaten Sammlern ästhetisch beliebt und für den privaten Gebrauch als kultische oder religiöse Gegenstände weit verbreitet. Andachtsbilder treten bei Giovanni Bellini bevorzugt und in unterschiedlichen ikonografischen Versionen auf. Besonders häufig zu finden sind Abbildungen von Christus als Schmerzensmann, in der Parallelen zu Ausführungen von Bellinis Schwager Andrea Mantegna (Schmerzensmann mit zwei Engeln) gesehen werden können, Darstellungen der Pietà bei der Christus’ Körper im Erbarmen von Maria getragen oder gehalten wird und eben als Engelpietà, bei der der tote Christus von Engeln gestützt werden musste.
Speziell das Sujet der Engelpietà, das dem 14. Jhd. aus Frankreich entstammt und auch in der Internationalen Gotik einen Typus der Passionsikone darstellte, wurde bereits vor Bellini mehrfach von dem florentinischen Bildhauer Donatello gestaltet. Gerade die skulpturale Wirkung des Torsos von Donatellos Version der in Marmor gemeißelten Basreliefs für den Hochaltar Basilica del Santo in Padua, in der Nähe von Venedig, wird Christus im Leichentuch umgeben von zwei Engeln gestützten und scheint später auch Bellini für seine Werke inspiriert zu haben.

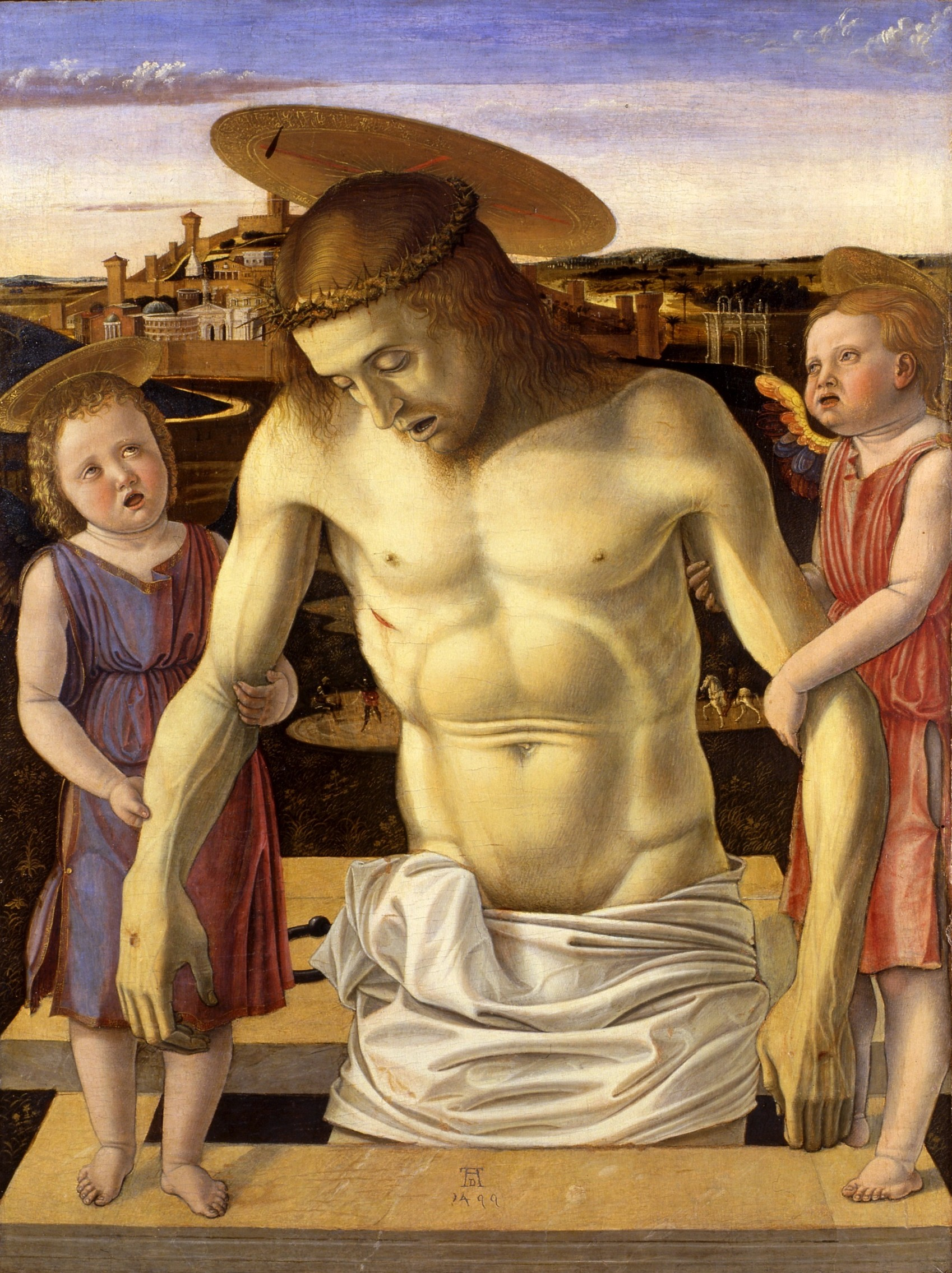
Bellinis Der tote Christus, von zwei Engeln gestützt, um 1460, im Museo Correr

## Weitere Ausführungen des Motivs
Giovanni Bellini hatte sich während seiner Karriere mehrfach mit der Darstellung des toten Christus von Engeln gehalten, auseinandergesetzt. Weitere bekannte Ausführungen befinden sich unter anderem im Museo Correr in Venedig von etwa 1460, das wie die Tafel im Museo Poldi Pezzoli in Mailand von ca. 1457 zu den ältesten Tafeln dieser Art zählt, in der Londoner National Gallery (1465–70) und als Teil eines zwischen 1464 und 1470 geschaffenen Polyptychons in SS. Giovanni e Paolo in Venedig. Trotz ihrer Verschiedenheit hob Bellini stets die charakteristische skulpturale Darstellung des Torso und der realistisch dargestellten Wunden hervor. So variierte er die Hintergründe und die Stellung der angewinkelten Armen Christi, die immer von zwei Engel gehalten werden und ihn stützen, um ihn aufrecht zu halten. Die Pose wirkt stets etwas unbeholfen und unterstreicht so die Körperlichkeit des toten Jesus.

Bellinis Imago Pietatis im Museo Poldi Pezzoli

Bellinis frühe Darstellungen der Imago Pietatis zeigten den Körper Christus mager und mit sehr blasser Haut, wie beispielsweise in der Darstellung im Museo Poldi Pezzoli in Mailand von 1457. Dagegen präsentiert sich das Werk aus der Gemäldegalerie Berlin, als auch die Darstellung im Museo Correr in einer ungewohnten Farbigkeit und aufgelösten räumlichen Tiefe, die vor allem durch den klaren Himmel im Hintergrund verdeutlicht wird.